# José Manyanet y Vives
José Manyanet y Vives, S.F. (7. ledna 1833, Tremp – 17. prosince 1901, Barcelona) byl španělský římskokatolický kněz a řeholník, zakladatel kongregace Misionářských dcer Svaté rodiny z Nazareta a kongregace Synů Svaté rodiny, které byl sám členem. Katolická církev jej uctívá jako světce.

## Život

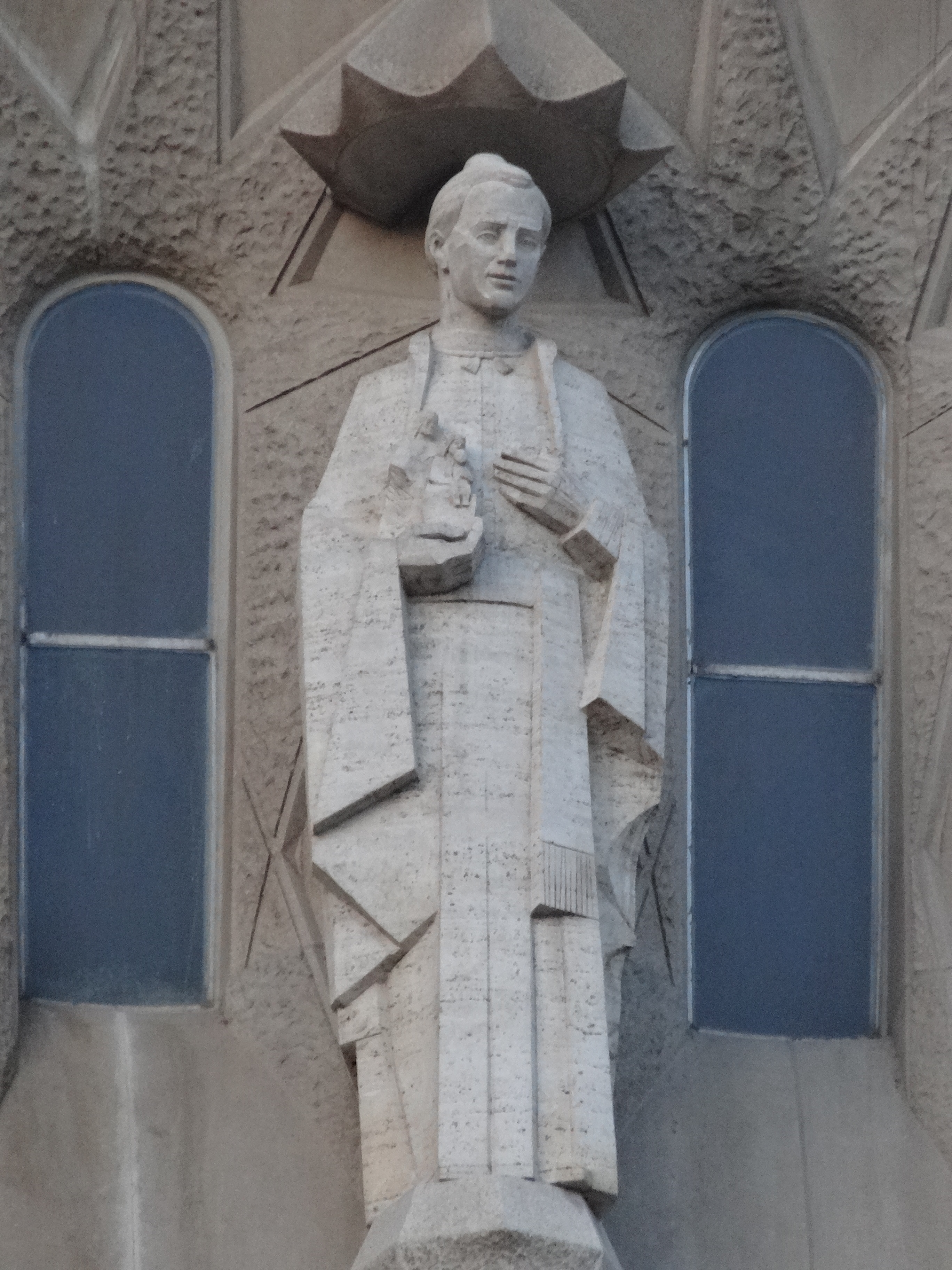
Jeho socha od na bazilice Sagrada Família v Barceloně, dílo Francesca Carully i Serra

Narodil se dne 7. ledna 1833 v Trempu. Pokřtěn byl ještě v den svého narození. Jeho otec zemřel v září 1834. Vzdělání získal u piaristů v Barbastru a poté pokračoval ve studiu na seminářích v Lleidě a v La Seu d'Urgell.
Dne 9. dubna 1859 přijal kněžské svěcení, načež vstoupil do služeb urgelského biskupa Josého Caixala y Estradé, kterému dělal mimo jiné osobního sekretáře. Kromě toho sloužil jako knihovník na jednom ze zdejších seminářů. Dne 28. června 1864 založil mužskou řeholní kongregaci Synů Svaté rodiny, do které poté sám vstoupil. Dne 19. března 1874 založil její ženskou větev, kongregaci Misionářských dcer Svaté rodiny z Nazareta. Propagoval stavbu chrámu Sagrada Família, kterou projektoval katalánský architekt Antoni Gaudí. V roce 1895 také založil v Barceloně školu.
Zemřel dne 17. prosince 1901 v Barceloně v budově jím založené školy, ve které jsou také v kapli uchovávány jeho ostatky.

## Úcta
Jeho beatifikační proces započal dne 25. listopadu 1956, čímž obdržel titul služebník Boží. Dne 12. července 1982 jej papež sv. Jan Pavel II. podepsáním dekretu o jeho hrdinských ctnostech prohlásil za ctihodného. Dne 9. června 1984 byl uznán první zázrak na jeho přímluvu, potřebný pro jeho blahořečení.
Blahořečen pak byl dne 25. listopadu 1984 v bazilice sv. Petra papežem sv. Janem Pavlem II. Dne 20. prosince 2003 byl uznán druhý zázrak na jeho přímluvu, potřebný pro jeho svatořečení. Svatořečen pak byl dne 16. května 2004 na Svatopetrském náměstí papežem sv. Janem Pavlem II.
Jeho památka je připomínána 17. prosince. Bývá zobrazován v kněžském oděvu. Je patronem jím založených kongregací.

## Odkazy

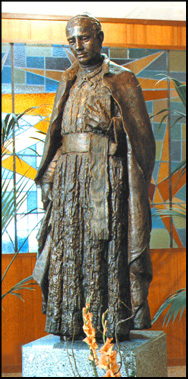
Jeho socha na škole Alcobendas v Madridu